# Finlandia en los Juegos Olímpicos de Innsbruck 1964
Finlandia estuvo representada en los Juegos Olímpicos de Innsbruck 1964 por un total de 52 deportistas que compitieron en 7 deportes.  
El portador de la bandera en la ceremonia de apertura fue el esquiador de fondo Veikko Hakulinen.

## Medallistas
El equipo olímpico finlandés obtuvo las siguientes medallas:
| Nombre                                                    | Deporte               | Competición        |
| --------------------------------------------------------- | --------------------- | ------------------ |
| Oro                                                       |                       |                    |
| Eero Mäntyranta                                           | Esquí de fondo        | 15 km M            |
| Eero Mäntyranta                                           | Esquí de fondo        | 30 km M            |
| Veikko Kankkonen                                          | Saltos en esquí       | Trampolín normal M |
| Plata                                                     |                       |                    |
| Mirja Lehtonen                                            | Esquí de fondo        | 5 km F             |
| Väinö Huhtala Kalevi Laurila Eero Mäntyranta Arto Tiainen | Esquí de fondo        | 4 × 10 km M        |
| Kaija Mustonen                                            | Patinaje de velocidad | 1500 m F           |
| Veikko Kankkonen                                          | Saltos en esquí       | Trampolín largo M  |
| Bronce                                                    |                       |                    |
| Arto Tiainen                                              | Esquí de fondo        | 50 km M            |
| Mirja Lehtonen Senja Pusula Toini Pöysti                  | Esquí de fondo        | 3 × 5 km F         |
| Kaija Mustonen                                            | Patinaje de velocidad | 1000 m F           |